# Lluís Coll i Hortal
Lluís Coll i Hortal (Anglès, 3 d'agost de 1937 - Anglès, 7 de gener de 2008) fou un futbolista català dels anys 1950.

## Trajectòria
Format a la UE Figueres i al Girona FC, destacà a l'extrem del gran FC Barcelona d'Helenio Herrera dels anys 1950. Jugà sis temporades al primer equip, malgrat mai fou titular absolut, a causa de la gran competència amb homes com Ladislau Kubala, Zoltán Czibor, Sándor Kocsis, Evaristo de Macedo, Eulogio Martínez o Luis Suárez. Al club blau i grana guanyà dues lligues (1958-1959 i 1959-1960), dues Copes de Fires (1955 i 1958) i dues Copes d'Espanya (1957 i 1959). Disputà un total de 49 partits i marcà 15 gols.
Posteriorment defensà els colors del València CF, on guanyà dues Copes de Fires més, i del Granada CF. Penjà les botes a la UE Olot a Tercera Divisió. La temporada 1973-74 s'assegué a la banqueta de la UE Figueres, a Preferent, romanent dues temporades.

## Palmarès
FC Barcelona
- Lliga espanyola: 1958-59, 1959-60
- Copa espanyola: 1957, 1959
- Copa de les Ciutats en Fires: 1955-58, 1958-60

València CF
- Copa de les Ciutats en Fires: 1961-62, 1962-63